# 2472 Bradman
2472 Bradman (1973 DG) là một tiểu hành tinh vành đai chính được phát hiện ngày 27 tháng 2 năm 1973 bởi Kohoutek, L. ở Bergedorf.